# Prawdziwa jazda
Prawdziwa jazda (ang. tytuł Ride Along) – amerykański film akcji z 2014 roku w reżyserii Tima Story'ego. W rolach głównych wystąpili Ice Cube jako detektyw James Payton i Kevin Hart jako Ben Barber, a w pozostałych rolach John Leguizamo, Bryan Callen, Tika Sumpter oraz Laurence Fishburne. Scenariusz opracowali Greg Coolidge, Jason Mantzoukas, Phil Hay oraz Matt Manfredi.
Film kręcono w Atlancie, w stanie Georgia i Los Angeles, w stanie Kalifornia.
Sequel obrazu pt. Prawdziwa jazda 2 miał swoją premierę 15 stycznia 2016 roku.

## Fabuła
Źródło.
Ben (Kevin Hart) jest ochroniarzem w liceum. Od dwóch lat stara się przekonać detektywa Jamesa Paytona (Ice Cube), że jest godzien ręki jego siostry Angeli (Tika Sumpter). Kiedy Barber dostaje się do akademii policyjnej, nadarza się okazja, aby się wykazać. James zaprasza go na patrol, który ma rozwiać wszelkie wątpliwości oraz zniechęcić Bena do wstąpienia do policji i związania się z jego siostrą. Czy nowy partner detektywa podoła tym zadaniom?

## Obsada
- Ice Cube jako detektyw James Payton
- Kevin Hart jako Ben Barber
- Tika Sumpter jako Angela Payton
- John Leguizamo jako Santiago
- Bryan Callen jako Miggs
- Laurence Fishburne jako Omar
- Bruce McGill jako Brooks

## Wyróżnienia
| Nagrody i nominacje | Nagrody i nominacje | Nagrody i nominacje      | Nagrody i nominacje  | Nagrody i nominacje |
| Nagroda             | Rok                 | Kategoria                | Podmiot              | Wynik               |
| ------------------- | ------------------- | ------------------------ | -------------------- | ------------------- |
| BET Awards          | 2014                | Best Actor               | Kevin Hart           | Nominacja           |
| MTV Movie Awards    | 2014                | Best On-Screen Duo       | Ice Cube, Kevin Hart | Nominacja           |
| MTV Movie Awards    | 2014                | Best Comedic Performance | Kevin Hart           | Nominacja           |